# جری هاپر
جری هاپر (انگلیسی: Jerry Hopper؛ ‏ ۲۹ ژوئیهٔ ۱۹۰۷ – ۱۷ دسامبر ۱۹۸۸) تدوین‌گر و کارگردان اهل ایالات متحده آمریکا بود.
از فیلم‌ها یا مجموعه‌های تلویزیونی که وی در آن‌ها نقش داشته است، می‌توان به دود اسلحه، خانواده آدامز، دیگر وقتش رسیده‌است، جزیره گیلیگن، فراری و سفر به قعر دریا اشاره نمود.